# Hansjakob Stehle
Hansjakob Stehle (* 25. Juli 1927 in Ulm; † 5. Februar 2015 in Grünwald bei München) war ein deutscher Publizist und Historiker. Er studierte in Frankfurt und Pisa Geschichte, Philosophie und Völkerrecht. 1950 wurde er in Frankfurt mit der Dissertation Der Reichsgedanke im politischen Weltbild von Leibniz promoviert. Seit 1955 arbeitete er für die Frankfurter Allgemeine Zeitung; von 1958 bis 1963 war er deren erster ständiger Polen-Korrespondent. 1964 bis 1966 arbeitete er in Berlin und Wien, ebenfalls für die FAZ. Zwischen 1967 und 1989 war er Korrespondent deutscher Rundfunkanstalten (WDR), zunächst in Südosteuropa, später in Italien und dem Vatikan. Von 1964 bis ca. 2008 war er Mitarbeiter der Zeit. Er gehörte „zu den publizistischen Wegbereitern der Versöhnungspolitik Willy Brandts“.

## Publikationen (Auswahl)
- Nachbar Polen. S. Fischer, Frankfurt a. M. 1963.
- Deutschlands Osten – Polens Westen? S. Fischer, Frankfurt a. M. 1965.
- Nachbarn im Osten. Herausforderung zu einer neuen Politik. S. Fischer, Frankfurt a. M. 1971.
- Die Ostpolitik des Vatikans. Piper, München/Zürich 1975, ISBN 3-492-02113-1.
- Übersetzung: The Eastern Politics of the Vatican, 1917–1979. Ohio University Press, 1981, ISBN 0-82140367-2.
- Geheimdiplomatie im Vatikan. Die Päpste und die Kommunisten. Benziger, Zürich 1993, ISBN 978-3-545-25091-8.
- Graue Eminenzen, dunkle Existenzen. Deutscher Taschenbuch Verlag, München 2000, ISBN 978-3-423-36172-9.